# Arubracon basalis
Arubracon basalis är en stekelart som först beskrevs av Smith 1858.  Arubracon basalis ingår i släktet Arubracon och familjen bracksteklar. Inga underarter finns listade.